# Všejany
Všejany (en allemand : Wschejan) est une commune du district de Mladá Boleslav, dans la région de Bohême-Centrale, en République tchèque. Sa population s'élevait à 680 habitants en 2020.

## Géographie
Všejany se trouve à 10 km à l'est-sud-est de Benátky nad Jizerou, à 18 km au sud-sud-est de Mladá Boleslav et à 42 km au nord-est de Prague.
La commune est limitée par Čachovice et Vlkava au nord, par Jizbice à l'est, par Straky au sud, par Milovice au sud-ouest et par Lipník à l'ouest.

## Histoire
La première mention écrite de la localité date de 1382.

## Galerie

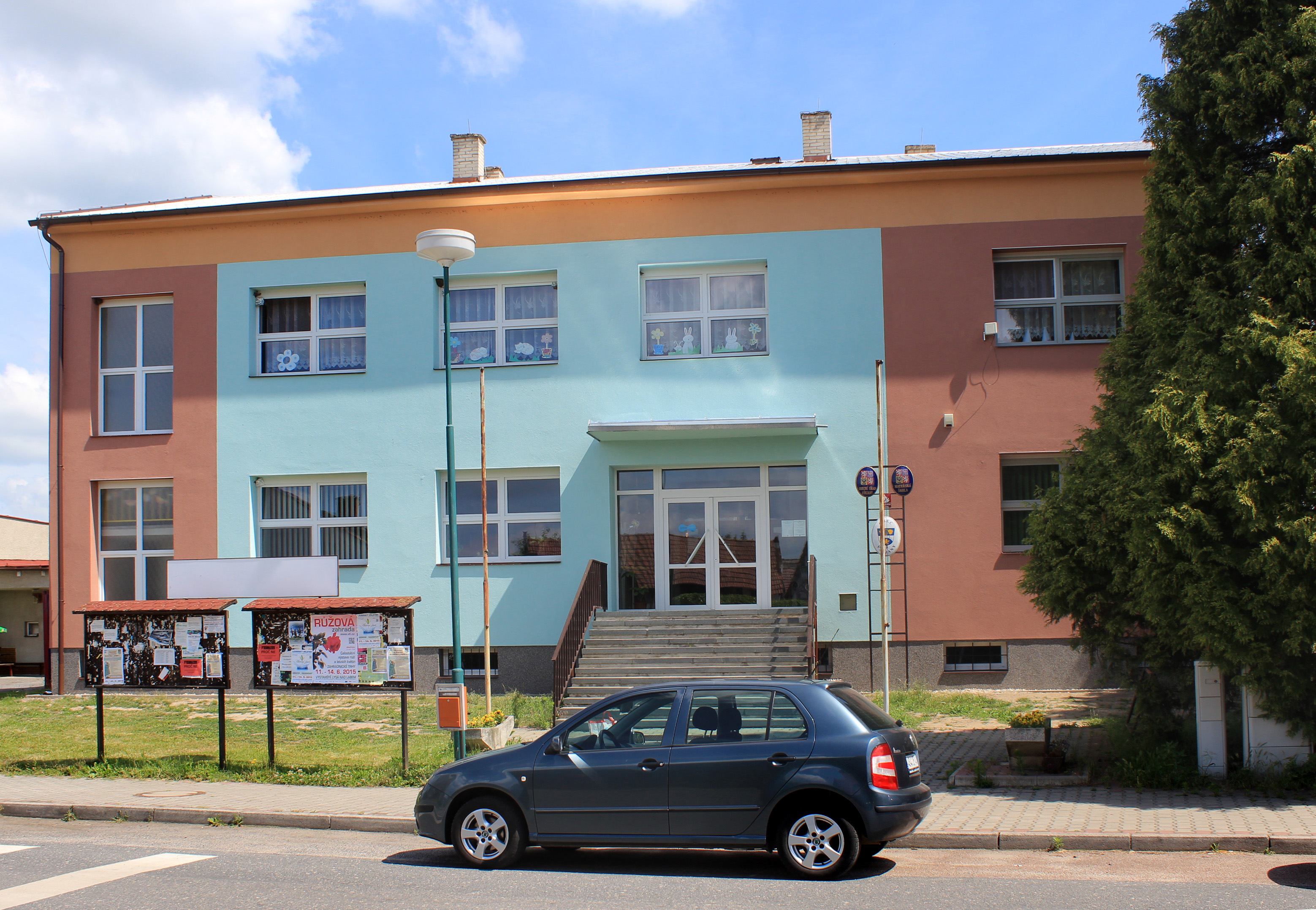
La mairie.
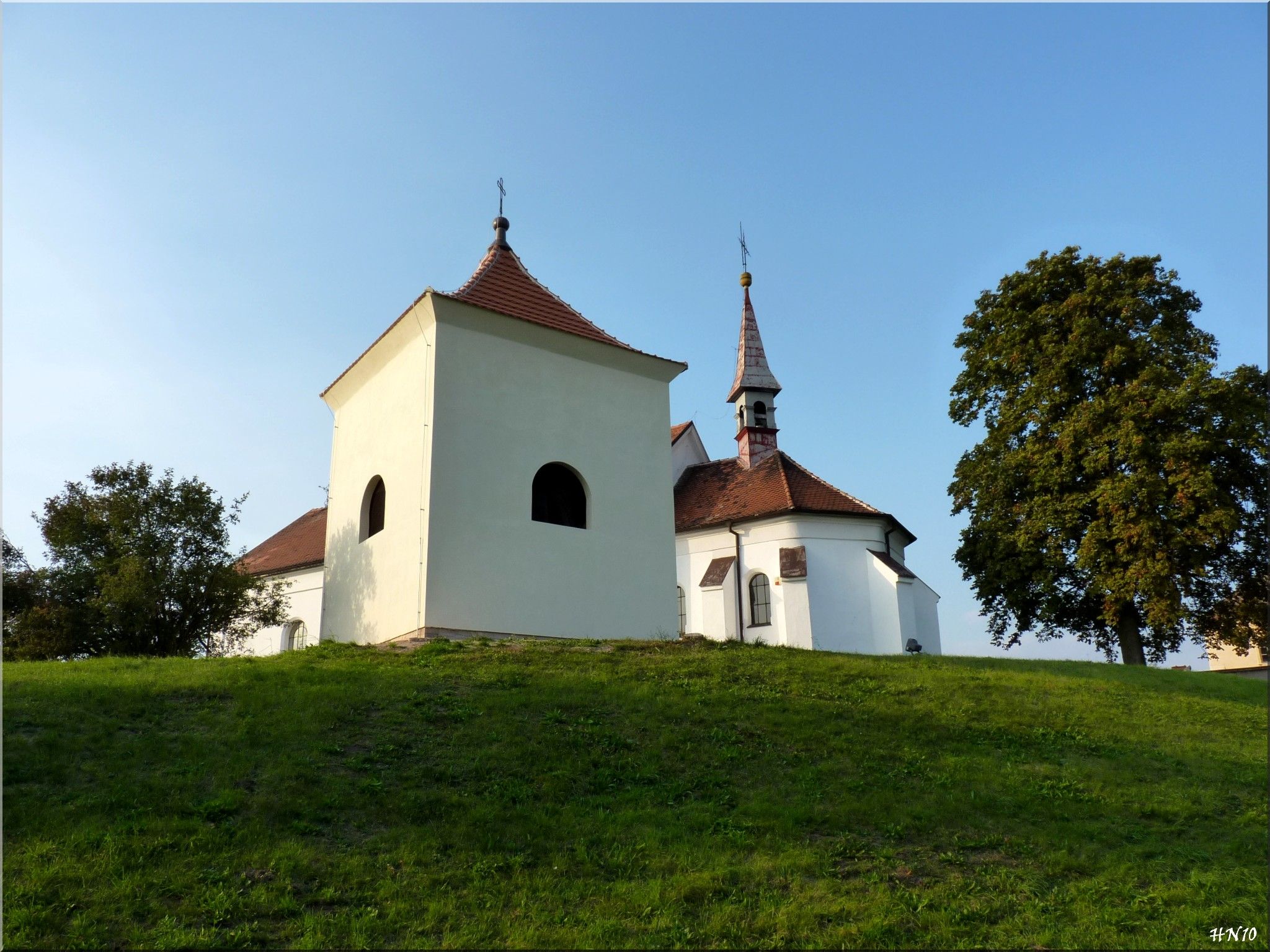
Église Saint-Jean-Baptiste.
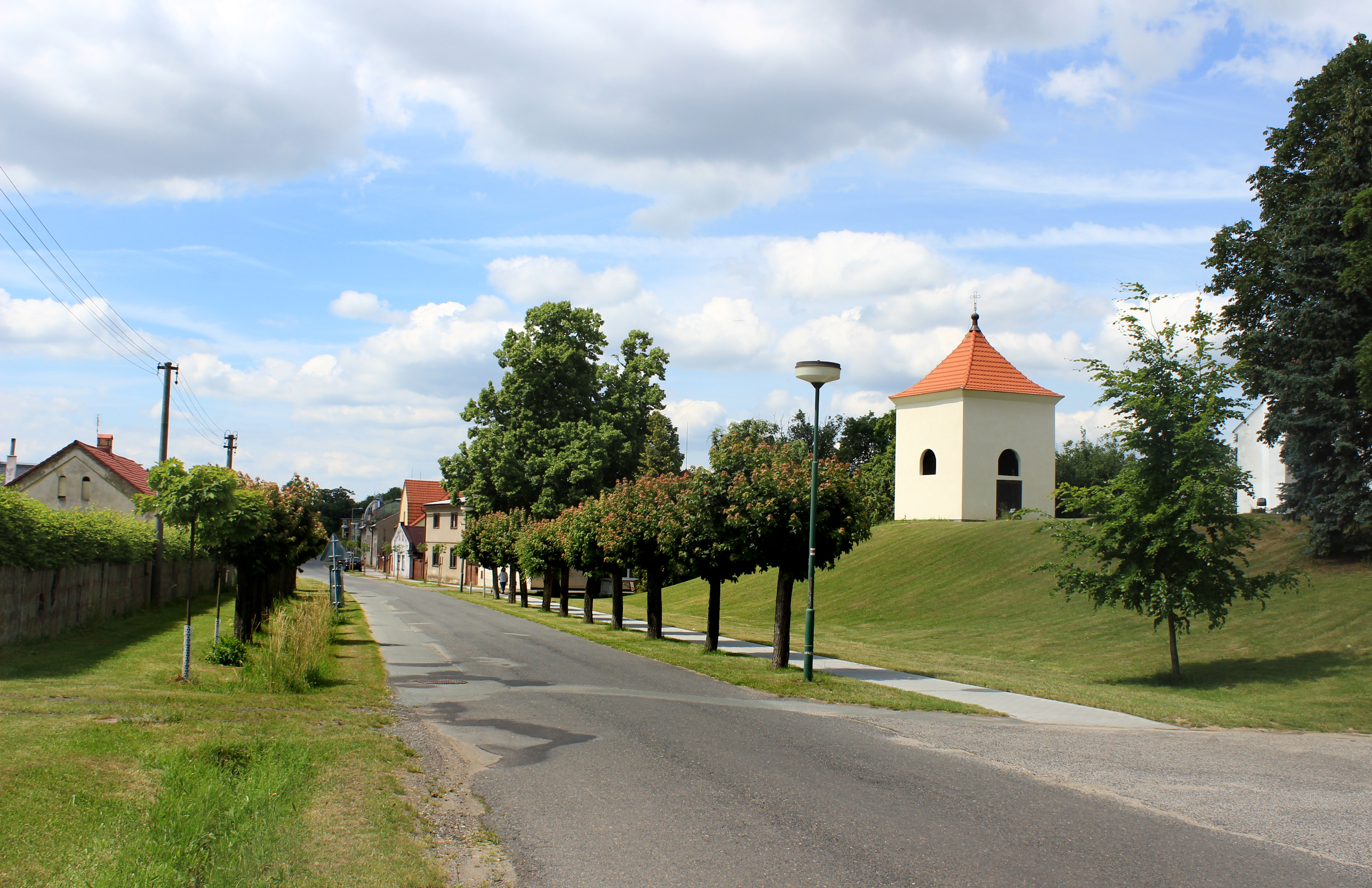
La rue principale.

## Administration
La commune se compose de deux quartiers :
- Vanovice
- Všejany

## Transports
Par la route, Všejany se trouve à 12,5 km de Benátky nad Jizerou, à 24,5 km de Mladá Boleslav et à 53 km du centre de Prague.